# Union Brescia
L'Union Brescia è una società calcistica italiana della città di Brescia. Milita in Serie C, la terza divisione del campionato italiano.
Fondata nel 2025, la società è subentrata nel panorama calcistico a seguito dell’estromissione del Brescia Calcio dai campionati professionistici, con l’obiettivo di garantire la continuità del calcio professionistico nella città, avvalendosi del titolo sportivo della Feralpisalò.
Il club gioca le proprie partite casalinghe allo stadio Mario Rigamonti, mentre il centro di allenamento è lo stadio Lino Turina di Salò.

## Storia

### Antefatti
Al termine della Serie B 2024-2025 il Brescia Calcio di Massimo Cellino ottenne una salvezza all'ultima giornata, vanificata però il 29 maggio 2025, quattordici giorni dopo il termine del campionato, quando il Tribunale Federale Nazionale accertò delle irregolarità nei versamenti IRPEF e INPS delle mensilità novembre‑dicembre 2024 e gennaio‑febbraio 2025, infliggendo così al club otto punti di penalizzazione, di cui quattro da scontare nella stagione appena conclusa: ciò provocò la retrocessione.
Il 6 giugno 2025, termine ultimo per i versamenti a tesserati e dipendenti, Cellino non effettuò i pagamenti dovuti sicché la sua squadra non poté iscriversi al successivo campionato di Serie C. Il successivo 3 luglio, la FIGC deliberò la non concessione della Licenza Nazionale, sancendo l'estromissione del club dal calcio professionistico.

### Fondazione
A seguito dell’esclusione del Brescia Calcio, nei giorni seguenti il Comune si mobilitò per garantire la prosecuzione della tradizione calcistica cittadina. La sindaca Laura Castelletti convocò i proprietari delle tre società professionistiche della provincia bresciana operanti in Serie C, ovvero la Feralpisalò, il Lumezzane e il neopromosso Ospitaletto: Giuseppe Pasini, proprietario della squadra gardesana, si dichiarò disponibile ad assumere la rappresentanza sportiva della città nei campionati professionistici, trasferendo la sede della propria società nel capoluogo.
Dopo che il Comune revocò a Cellino la concessione dello stadio Mario Rigamonti, essendo decaduto il requisito della proprietà di un club professionistico, lo stesso ente assegnò la gestione dell'impianto alla Feralpisalò di Pasini. Quest'ultimo, nel giugno 2025 costituì una nuova società che raccogliesse l'eredita del Brescia Calcio e si ponesse in continuità storico-sportiva con esso.
Il 12 luglio 2025, il Consiglio di Amministrazione della Feralpisalò deliberò ufficialmente il cambio di denominazione della società e lo spostamento della sede legale da Salò a Brescia, d'intesa con la FIGC. Il nome "Union Brescia", lo stemma e la divisa di casa furono presentati a Palazzo della Loggia il 17 dello stesso mese, data scelta simbolicamente per celebrare il 114º anniversario della fondazione del Brescia Calcio, richiamandone esplicitamente la tradizione e la storia sportiva.

## Colori e simboli

### Colori
I colori sociali dell’Union Brescia sono il bianco e l’azzurro, scelti in omaggio alla tradizione calcistica cittadina. La divisa casalinga della stagione inaugurale è prevalentemente azzurra, con inserti bianchi; sulla spalla destra campeggia una leonessa stilizzata, simbolo araldico della città. Il colletto richiama lo stile delle maglie bresciane degli anni Ottanta, in un evidente richiamo all’identità storica del club.
Le divise, come già avveniva con la Feralpisalò, sono autoprodotte dal club, secondo un modello artigianale: all’interno è riportata la scritta '100% fada a mà a Brèsa' ("fatta a mano a Brescia"), a sottolineare il legame diretto con il territorio. Sul retro è stampato il verso "Siamo bresciani e siam figli tuoi", tratto dall’inno della tifoseria Madonnina dai riccioli d’oro, ulteriore segno di continuità affettiva con il passato.

### Stemma
Il primo stemma dell’Union Brescia raffigura una leonessa stilizzata sovrapposta alle lettere “BS”, sigla della provincia. Il simbolo è stato ideato per rappresentare visivamente l’identità territoriale della nuova società, evocando allo stesso tempo la continuità con la tradizione cittadina. La proprietà ha definito lo stemma provvisorio, avendo manifestato l’intenzione di riacquisire lo storico logo del Brescia Calcio, attualmente custodito da una curatela fallimentare a seguito delle operazioni finanziarie dell’ex presidente Corioni.

## Strutture

### Stadio

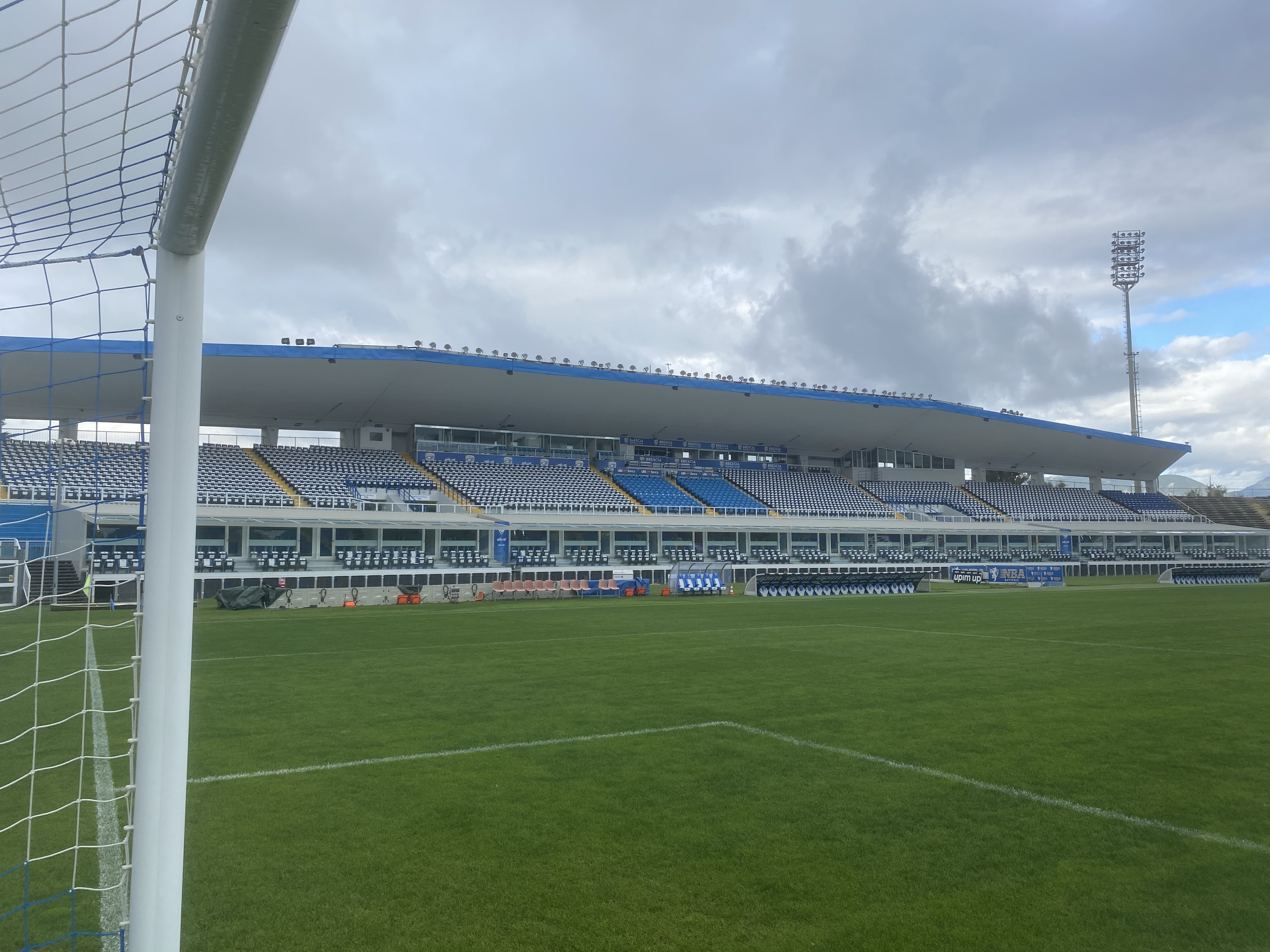
Lo stadio Mario Rigamonti nel 2020

La squadra disputa le proprie partite interne allo stadio Mario Rigamonti di Brescia, situato nel quartiere Mompiano. L'impianto, precedentemente utilizzato dal Brescia Calcio, è stato concesso in uso esclusivo dal Comune alla società nel luglio 2025.

### Centro sportivo
Il centro sportivo dell'Union Brescia è lo stadio Lino Turina, dove si svolgono gli allenamenti della prima squadra in base alla convenzione sottoscritta dall'allora Feralpisalò valida fino al 2027. La squadra Primavera si allena presso il centro sportivo "Rigamonti" di Buffalora.

## Allenatori e presidenti
- 2025-:  Giuseppe Pasini

- 2025-:  Aimo Diana

## Calciatori
In continuità con la storia del Brescia Calcio sono stati ritirati i seguenti numeri di maglia:
- 10: appartenuto a Roberto Baggio.[18]
- 13: appartenuto a Vittorio Mero[18] ed Elia Legati. Il primo è deceduto in seguito a un incidente automobilistico nel 2002; il secondo è stato capitano della Feralpisalò, squadra che ha ritirato il numero in suo onore al momento del suo ritiro dal calcio.[19]

## Organico

### Rosa 2025-2026
Rosa aggiornata al 12 agosto 2025.
| N. |                      | Ruolo | Calciatore                   |
| -- | -------------------- | ----- | ---------------------------- |
| 1  | Italia (bandiera)    | P     | Luca Liverani                |
| 3  | Italia (bandiera)    | D     | Alberto Rizzo                |
| 4  | Danimarca (bandiera) | D     | Frederik Sørensen            |
| 5  | Italia (bandiera)    | D     | Nicola Pasini                |
| 7  | Italia (bandiera)    | A     | Davide Di Molfetta           |
| 8  | Italia (bandiera)    | C     | Davide Balestrero (capitano) |
| 9  | Italia (bandiera)    | A     | Luca Vido                    |
| 11 | Italia (bandiera)    | C     | Andrea Cisco                 |
| 16 | Italia (bandiera)    | C     | Alberto De Francesco         |
| 17 | Italia (bandiera)    | A     | Tommy Maistrello             |
| 18 | Italia (bandiera)    | C     | Vincent De Maria             |
| 19 | Italia (bandiera)    | D     | Alessandro Pilati            |
| 20 | Italia (bandiera)    | C     | Mattia Zennaro               |
| 21 | Italia (bandiera)    | C     | Riccardo Fogliata            |
| 22 | Italia (bandiera)    | P     | Mattia Damioli               |

| N. |                    | Ruolo | Calciatore          |
| -- | ------------------ | ----- | ------------------- |
| 23 | Italia (bandiera)  | A     | Marco Vanzulli      |
| 24 | Albania (bandiera) | D     | Brayan Boci         |
| 27 | Romania (bandiera) | C     | Denis Hergheligiu   |
| 28 | Italia (bandiera)  | D     | Luigi Silvestri     |
| 29 | Italia (bandiera)  | A     | Claudio Santini     |
| 30 | Italia (bandiera)  | C     | Simone Cantamessa   |
| 33 | Italia (bandiera)  | D     | Saer Diop           |
| 44 | Italia (bandiera)  | C     | Davide Guglielmotti |
| 66 | Italia (bandiera)  | P     | Stefano Gori        |
| 73 | Italia (bandiera)  | D     | Edoardo Bergomi     |
| 74 | Italia (bandiera)  | A     | Leonardo Leporini   |
| 77 | Italia (bandiera)  | C     | Filippo Vesentini   |
| 82 | Italia (bandiera)  | D     | Loris Armati        |
| 93 | Italia (bandiera)  | C     | Andrea Franzolini   |
| 97 | Italia (bandiera)  | A     | Denis Cazzadori     |

### Staff tecnico
Staff aggiornato al 24 luglio 2025.
- Aimo Diana - Allenatore
- Emanuele Filippini - Allenatore in seconda
- Massimo Di Pasquale - Allenatore dei portieri
- Alessandro Belleri - Match analyst
- Esteban Anitua - Preparatore atletico
- Marco Bresciani - Preparatore atletico
- Elisa Inselvini - Responsabile sanitario
- Diego Insalaco - Medico sociale
- Giovanni Baccanelli - Medico sociale
- Alessandro Musolino - Fisioterapista
- Davide Gelmi - Fisioterapista

## Tifoseria
La principale forza del tifo organizzato bresciano è la Curva Nord Brescia, fondata nel 2011 dall'unione dei gruppi Brigata Sballata, Brescia Curva Sud, Brixia, Castel, Brigata Leonessa e Sezione. Sin dalla fondazione dell'Union Brescia, la componente ultrà che fino a quel momento sosteneva il Brescia Calcio ha espresso il sostegno al progetto, lodando le scelte della proprietà atte a ricostituire il club originario.